# Echtzer See
Der Echtzer See ist ein Badesee bei Echtz, einem Stadtteil von Düren in Nordrhein-Westfalen. Er ist der Restsee des ehemaligen Braunkohletagebaus Alfred, in dem von 1918 bis 1941 Braunkohle gefördert wurde. Am See liegen die Orte Echtz und Konzendorf.

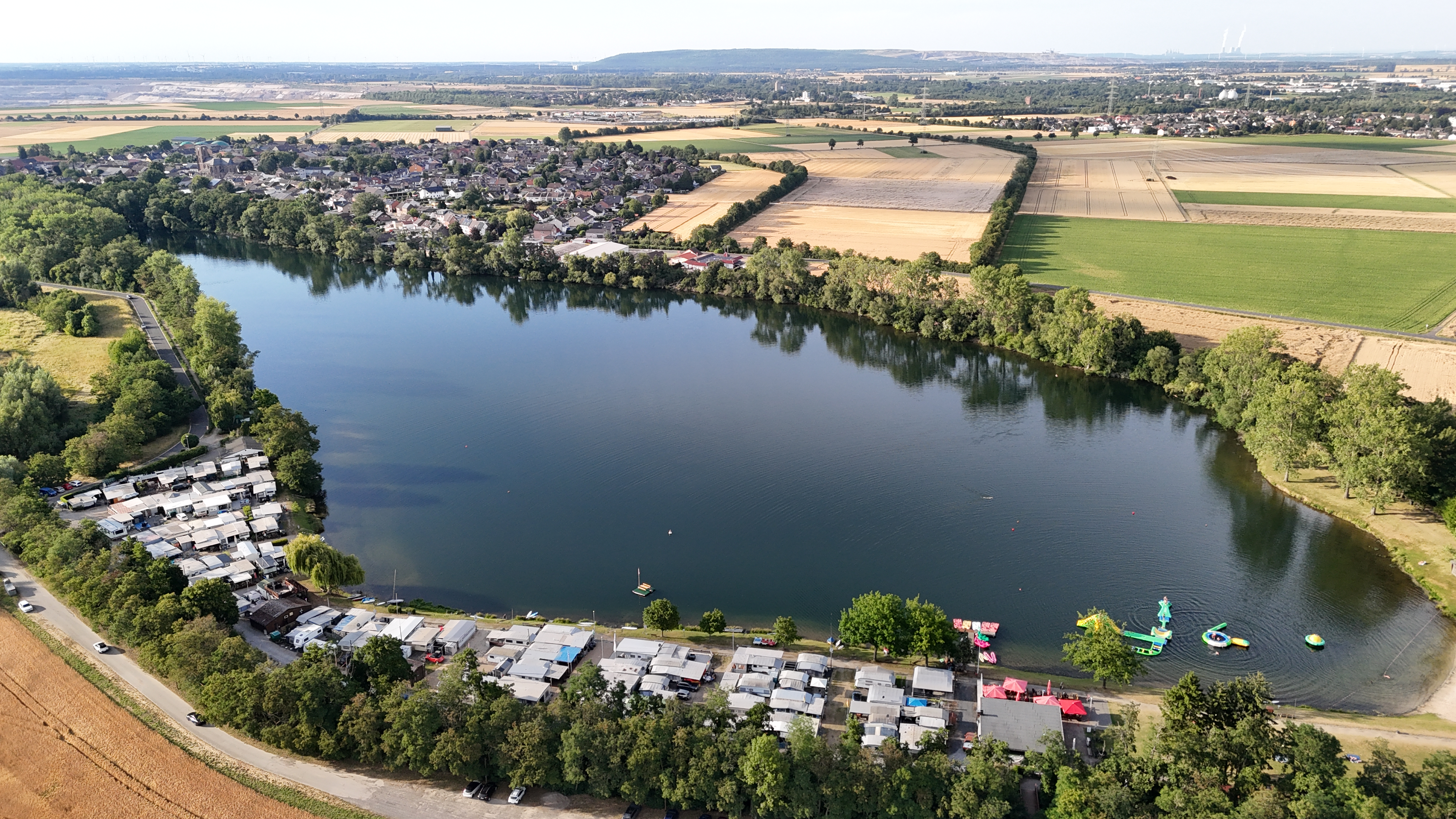
Luftaufnahme des Sees

Der Freizeitsee hat einen großen Baumbestand. Direkt am See liegt ein Campingplatz und eine Gaststätte. Der maximal 18 Meter tiefe See wird vom Dürener Unterwasserclub als Tauchgewässer genutzt. Die Badeaufsicht lag bis zum Jahr 2020 bei der Deutschen Lebens-Rettungs-Gesellschaft Ortsgruppe Aldenhoven (DLRG). Seit dem Jahr 2020 wird die Badeaufsicht durch den Pächter des Sees gestellt. Die Grillhütte kann man mieten.
Weitere Seen in der näheren Umgebung sind der Dürener Badesee, der Lucherberger See und der Blausteinsee.

## Verkehrsanbindung
Die AVV-Buslinien 206, 237 und 239 des Rurtalbus verkehren ab der Haltestelle Echtz Badesee.
| Linie | Verlauf |
| ----- | --- |
| 206   | Düren Kaiserplatz – StadtCenter – Bahnhof/ZOB – Birkesdorf – (Mariaweiler – Echtz Badesee) / Hoven – Echtz                                                                                              |
| 237   | Düren Bf/ZOB – StadtCenter – (Mariaweiler Gesamtschule –) Mariaweiler – Echtz Badesee – Echtz – Geich – Obergeich – D’horn – (Schlich –) Merode – Pier – Jüngersdorf – Langerwehe Markt – Langerwehe Bf |
| 239   | Birgel – Gürzenich – Derichsweiler – Konzendorf – Echtz – Echtz Badesee – Mariaweiler – Gesamtschule |